# Apostolado del Prado
El Apostolado del Prado es un conjunto de 11 obras realizadas por José de Ribera, «El Españoleto»,  cuya temática común son los Apóstoles y Cristo Salvador. De características y dimensiones muy parecidas fueron pintadas al óleo sobre lienzo entre los años 1630 al 1632. Actualmente la colección se conserva en el Museo del Prado de Madrid

## Historia
En su origen la serie constaba de 13 cuadros (12 apóstoles más la figura de Cristo) pero las telas de San Matías y San Juan Evangelista están perdidas. La primera constancia documental del Apostolado lo sitúa, a finales del siglo XVIII, en las Colecciones Reales, en la Casita del Príncipe de El Escorial de donde pasarían poco después al Museo del Prado.
El tema del Apostolado fue un motivo bastante recurrente entre los pintores de la época y el "Apostolado del Prado" no fue el único que salió del taller de Ribera pero sí es el único que se conserva prácticamente en su totalidad.

## Descripción y estilo
El formato de las obras es prácticamente idéntico. Personajes representados de medio cuerpo sobre un fondo neutro y portando cada uno su símbolo o característica particular que lo identifica. Así por ejemplo, San Pedro sujeta unas llaves o Santiago Mayor luce una concha. 
En la serie se mezclan cuadros de variada calidad. Algunos con una clara y amplia intervención del taller y otros, en cambio, elaborados sobre la base de un amplio estudio de retratística. Son destacables, por ejemplo, los lienzos de San Bartolomé, San Pedro o San Pablo. En todos, no obstante, resalta un exquisito naturalismo Caravaggiesco y en los personajes, de rostros cansados endurecidos por la vida, son fácilmente reconocibles personas cotidianas que cualquiera podría encontrarse en los callejones de la Europa del siglo XVII.

## Obras
| Obra | Personaje representado | Año       | Medidas     | Observaciones |
| ---- | ---------------------- | --------- | ----------- | --- |
|      | Cristo Salvador        | 1630-1632 | 77 x 65 cm. | Posible obra de taller. |
|      | San Pablo              | 1630-1632 | 76 x 63 cm. | |
|      | San Pedro              | 1630-1632 | 74 x 63 cm. | |
|      | San Felipe             | 1630-1632 | 76 x 64 cm. | Posible obra de taller. |
|      | San Andrés             | 1630-1632 | 76 x 63 cm. | Con firma y fecha de 1641 se cree apócrifa. Posiblemente un añadido de una restauración posterior. |
|      | San Simón              | 1630-1632 | 74 x 62 cm. | |
|      | San Judas Tadeo        | 1630-1632 | 76 x 64 cm. | Posible obra de taller. Se cree que la tela junto a otras de tema afín y medidas idénticas (pertenecientes al Prado) fueron una serie realizada enteramente en taller donde hacían réplicas de los originales del maestro. |
|      | Santo Tomás            | 1630-1632 | 75 x 62 cm. | El hombre es el mismo modelo que posó para Riberá en la obra del Mendigo de la colección Earl of derby. |
|      | San Bartolomé          | 1630-1632 | 78 x 64 cm. | |
|      | Santiago Mayor         | 1630-1632 | 78 x 64 cm. | |
|      | Santiago Menor         | 1630-1632 | 75 x 63 cm. | Posible obra de taller. |